# Ludwig Nilsson
Nils Ludwig Nilsson, född 28 augusti 1885 i Håslövs församling, död i juni 1963, var en svensk zoolog, målare, tecknare och skulptör.
Han var son till lantbrukaren Lars Nilsson och Anna Karolina Larsson. Nilsson studerade naturvetenskap i Lund för bland andra Bengt Lidforss. År 1908 avlade han filosofie kandidatexamen och blev därefter amanuens vid Lunds universitet. År 1910 tog han tillsammans med Robert Larsson initiativ till Mendelska sällskapet.  Han bedrev självstudier inom konst och företog i studiesyfte resor till Danmark, Tyskland och Österrike 1910. Han lämnade den akademiska banan hösten 1913 för att slå sig fram som konstnär. Tillsammans med Knut Jern ställde han ut på Lunds universitets konstmuseum 1922 och han medverkade  i Skånes konstförenings höstutställning i Malmö 1956 och i Lund 1958. Hans konst består av figurer, landskapsmåleri och porträtt utförda i olja, pastell eller i form av teckningar samt mindre skulpturer i gips. Ett verk av honom tillhör Lunds universitetet. Troligen var detta verk med i utställningen 1922 han är även representerad i Tomelilla kommuns konstsamling.